# Кольпоскоп

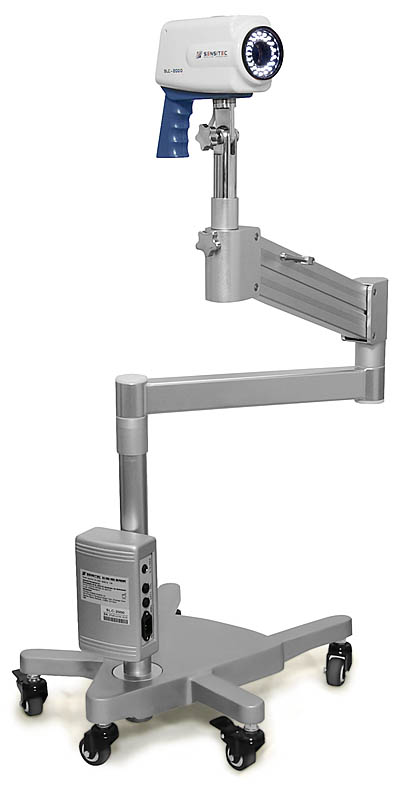
Кольпоскоп

Кольпоскоп — медицинский оптический или видео прибор для проведения кольпоскопии.
Впервые методика кольпоскопии была представлена Гансом Гинсельманном (1884—1959) в 1925 году в Германии. Первые кольпоскопические исследования доктор Гинсельманн производил с помощью препарационной линзы, установленной на стопке книг, и помещая обычную лампу у себя на голове, а первый настоящий кольпоскоп, который он создал позднее, представлял собой бинокуляр, увеличивающий в 10 — 20 раз, который был смонтирован на треножнике, снабжён источником света и зеркалом для направления луча на объект исследования. С этого простейшего приспособления фактически начинается история современных кольпоскопов.

## Оптические кольпоскопы
В настоящее время большинство кольпоскопов из представленных на рынке типично определяются как стереоскопические бинокулярные оптические устройства с изменяющимся увеличением и мощным источником света.
Современные кольпоскопы позволяют производить увеличение исследуемого объекта от 2× до 40× раз, хотя большинство рутинных гинекологических исследований могут выполняться при 10×—15-кратном увеличении. Некоторые кольпоскопы имеют один-единственный фиксированный уровень увеличения. Большинство же — серии ступеней оптического увеличения (от 3-х до 5-ти), которые возможно изменять в зависимости от необходимости. Небольшое увеличение открывает широкий вид и большую глубину поля обзора. Высокое увеличение позволяет осмотреть мелкие детали, такие как аномальные кровеносные сосуды.
Все современные кольпоскопы имеют бинокулярную оптику, которая позволяет видеть объёмное изображение, что облегчает постановку диагноза. Окуляры большинства кольпоскопов способны изменять степень увеличения, а также индивидуально подстраиваться с целью компенсации особенностей зрения исследователя, для чего существует шкала диоптрий. Так же регулируется межзрачковое расстояние.
Фокус объектива находится, как правило, на расстоянии 25 или 30 см, что является рабочим расстояние кольпоскопа (расстояние между головкой кольпоскопа и точкой фокуса объектива). Чем короче расстояние фокуса, тем ближе головка кольпоскопа подходит к объекту обследования для формирования чёткой картины и тем сложнее становится манипулировать инструментами во время работы. Наоборот, длинное расстояние до фокуса объектива может осложнить работу для кольпоскописта с короткими руками. Для достижения грубой настройки фокуса производится непосредственное перемещение головки кольпоскопа по отношению к объекту или от него. Способность быстро наводиться на объект обеспечивается наличием в большинстве кольпоскопов штативов, конструкция которых предусматривает большое количество степеней свободы движения.
Дополнительную свободу перемещения, вплоть до возможности выезда с кольпоскопом к пациенту придаёт монтирование компактных напольных штативов на колёсиках. Крепления штатива позволяют регулировать высоту кольпоскопа относительно пола, а фрикционные ручки обеспечивают плавность перемещения и фиксации оптической головки прибора в рабочем положении. Некоторые кольпоскопы комплектуются держателями для гинекологических кресел.
Все современные кольпоскопы имеют мощные источники света с возможностью регулирования яркости. Лампы в источнике света могут быть галогеновыми, ксеноновыми, светодиодными или вольфрамовыми. Галогеновый источник света производит прямой белый свет, обеспечивающий естественную цветопередачу и большую глубину резкости.
Подсветка холодным светом является наиболее яркой из всех вышеперечисленных и обеспечивает высокую освещённость обследуемого поля, поэтому в мировой практике часто имеет предпочтение у специалистов. При изменении увеличения пучок света и яркость могут регулироваться автоматически.
В некоторых кольпоскопах источник света вынесен за пределы головки аппарата, а свет передаётся по стекловолоконному кабелю. В этом случае блок освещения кольпоскопа может применяться для смежных целей. Недостатком таких источников света является возможность повреждения стекловолоконного кабеля, при его перегибе или перекруте, вследствие чего яркость освещения может значительно снижаться.
Все эндоскопы должны быть снабжены зелёным или голубым (не содержащими красного) фильтрами, способствующими контрастированию изображения сосудов и эпителиальных образований. Переключатель световых фильтров позволяет легко вводить и выводить из поля зрения необходимый фильтр, без прерывания исследования.
В некоторых кольпоскопах существует возможность для подключения источника высокоинтенсивного лазерного излучения.
Визуализировав шейку матки, кольпоскопист зарисовывает найденные им нормальные и аномальные находки в карте пациента. Система зарисовки кольпоскопической картины сейчас стала достаточно стандартизирована, а практика записывания результатов медицинского обследования, является рутинной и используемой по сей день во многих государственных учреждениях.
С прогрессом оптических систем кольпоскопов, появились новые возможности для документации материалов исследования и обучения специалистов. Большинство производителей в настоящее время устанавливают дополнительные фотоадаптеры для подключения фотокамер. Фотографирование объекта исследования позволяет получать точную, чёткую картину, полностью отражающую особенности кольпоскопических находок.
Первоначально для светочувствительных устройств не предусматривалось отдельного входа, и подключение фотокамеры производилось непосредственно через окуляр, предназначенный для осмотра. Во время закрепления фотокамеры, кольпоскопическая картина могла видоизменяться, терялись важные данные. Это затрудняло проведение исследования, удлиняло его время.
В дальнейшем на кольпоскопах стали монтироваться оптические системы с отдельным входом, где световой канал для фотокамеры и канал для наблюдения были полностью разделены. Это вынуждало производить установку дополнительных линз и объективов. Кроме того, регулировка уровня увеличения в этих системах была различной, канал для подключения фотокамеры имел один фиксированный уровень увеличения, в то время как увеличение канала для наблюдения могло быть различным.
Наиболее распространённым способом подключения светочувствительных устройств в настоящее время является использование лучевого разделителя, который разделяет световой луч строго на две части и отсылает изображение на два раздельных порта. Преимуществом такого разделения является то, что на оба порта приходит абсолютно идентичное изображение в одно и то же время.
На фотокамерах используются вспышки высокой интенсивности, позволяющие развивать высокую скорость затворов, а это в свою очередь уменьшает возможность брака, в виде расплывчатых и нечетких снимков, возникающего при незапланированном движении кольпоскопа или пациента во время проведения съёмки. Для уменьшения движения фотокамеры, некоторые фотоаппараты приводятся в работу удалённым от рабочей головки аппарата ручным или ножным переключателем.
В некоторых кольпоскопах предусмотрена возможность занесения данных о пациенте на кольпофотографию. Существуют целые кольпофотостудии, являющиеся функционально совмещённой конструкцией на передвижном блоке устройством для проведения фотосъёмки. Программное обеспечение этих устройств, управляя цифровым фотоаппаратом, позволяет получать высококачественные изображения и обрабатывать их, создавать архивы фото и текстовых файлов, а также производить печать фотографий.
При использовании оптического кольпоскопа основной проблемой остаётся возможность одновременного осмотра пациента только одним специалистом, а также отсутствие возможности сохранять и редактировать полученные кольпоскопические картины.

## Видеокольпоскопы
В настоящее время, кроме традиционных оптических кольпоскопов, для применения в гинекологической практике стали доступны видеокольпоскопы. Видеокольпоскопические системы могут быть использованы для тех же целей, что и кольпофотокамеры, однако неудержимое развитие мультимедийных и цифровых технологий открывает обширные горизонты для появления дополнительных возможностей и опций видеокольпоскопов.
На видеокольпоскопах используют современные чувствительные цифровые оптико-электронные видеокамеры с высоким разрешением и автоматическим балансом белого цвета, обеспечивающие получение и передачу чёткого цветного изображения на экран монитора или компьютера, без потерь естественной цветопередачи. При монтировании видеосистемы на кольпоскоп полученное изображение является полностью идентичным с передаваемым на окуляры и изменяется в соответствии с переключением увеличения. Высококачественное изображение на мониторе позволяет произвести тщательный осмотр нормальных структур шейки матки и влагалища, оценить изменения цвета и формы тканей, а также выявить функциональные и структурные изменения, возникающие при патологических процессах. Электронное увеличение большой кратности так же способствует точности и достоверности диагностики. Выходной сигнал с видеокамеры стандартизирован, может иметь VHS и S-VHS формат, а также передаваться на компьютер.
Видеокольпоскоп предоставляет возможность участвовать в обследовании сразу нескольким врачам одновременно, получая на мониторе изображение в реальном времени, и, при необходимости, одинаковых изображений на нескольких мониторах.
Это свойство особенно перспективно для проведения учебных кольпоскопий, когда учитель и ученики видят одну и ту же картину в реальном времени, что позволяет учителю активно оценивать усвояемость материала, а также критиковать или поощрять наработанные учеником кольпоскопические навыки. Видеокольпоскоп позволяет проводить иллюстрированные и полноценные занятия в группах молодых учёных.
Несомненным преимуществом видеокольпоскопов, является возможность пациенту непосредственно участвовать в процессе исследования. Совместное исследование позволяет пациенту быть более осведомлённым в вопросах обнаруженной у него патологии, пациент может задавать вопросы во время исследования относительно производимых манипуляций, что создаёт чувство контроля над проведением исследования, и, соответственно, уменьшает тревожность и повышает удовлетворение исследованием. Это значительно облегчает контакт врача и пациента, способствует возникновению доверительных отношений.